# 美因弗兰肯剧院

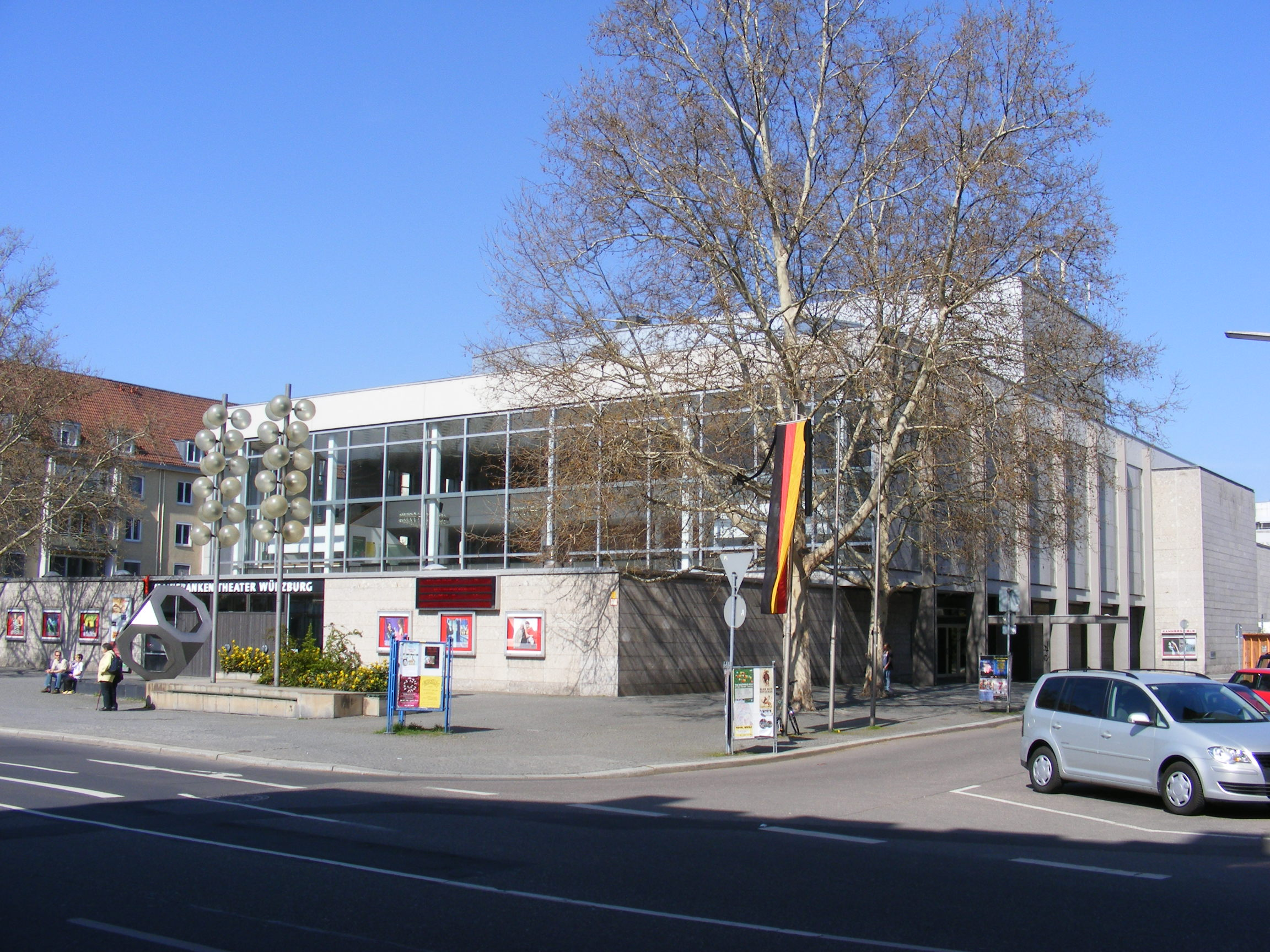
维尔茨堡美因弗兰肯剧院

美因弗兰肯剧院（德语：Mainfranken Theater Würzburg）是德国巴伐利亚州北部城市维尔茨堡的一个剧院，位于剧院大街（Theaterstraße）21号。
美因弗兰肯剧院创建于1804年8月3日。其新楼由建筑师约尔格·弗里德里希设计。